# Selago thomsonii
Selago thomsonii är en flenörtsväxtart som beskrevs av Robert Allen Rolfe. Selago thomsonii ingår i släktet Selago och familjen flenörtsväxter. Inga underarter finns listade i Catalogue of Life.